# 355 (numero)
Trecentocinquantacinque (355) è il numero naturale dopo il 354 e prima del 356.

## Proprietà matematiche
- È un numero dispari.
- È un numero composto da 4 divisori: 1, 5, 71, 355. Poiché la somma dei suoi divisori (escluso il numero stesso) è 77 < 355, è un numero difettivo.
- È un numero semiprimo.
- È un numero omirpimes.
- È esprimibile come somma di una serie di quadrati consecutivi: 355 = 52 + 62 + 72 + 82 + 92 + 102.
- È un numero di Smith nel sistema numerico decimale.
- È un numero palindromo e un numero ondulante nel sistema di numerazione posizionale a base 9 (434).
- È un numero odioso.
- È un numero intero privo di quadrati.
- È parte delle terne pitagoriche (213, 284, 355), (355, 852, 923), (355, 2508, 2533), (355, 12600, 12605), (355, 63012, 63013).
- È un numero di Smith nel sistema numerico decimale.

## Astronomia
- 355P/LINEAR-NEAT è una cometa periodica del sistema solare.
- 355 Gabriella è un asteroide della fascia principale del sistema solare.

## Astronautica
- Cosmos 355 è un satellite artificiale russo.